# Chaetodon daedalma
Chaetodon daedalma är en fiskart som beskrevs av Jordan och Fowler 1902. Chaetodon daedalma ingår i släktet Chaetodon och familjen Chaetodontidae. IUCN kategoriserar arten globalt som livskraftig. Inga underarter finns listade i Catalogue of Life.